# 飯田町 (名古屋市)
飯田町（いいだまち）は、愛知県名古屋市東区にある地名。丁番を持たない単独町名である。住居表示未実施。

## 地理
名古屋市東区西部に位置する。東は相生町、西は東片端町、南は泉二丁目・同三丁目、北は橦木町に接する。

## 歴史

### 町名の由来
元和年間に小平治なる者が居住したことにより小平治町と称していた場所が、承応2年（万治元年もしくは元禄元年説もあるという）に至って江戸飯田町の繁栄にあやかって改名したものという。

### 沿革
- 1878年（明治11年）12月20日 - 名古屋区飯田町となる[1]。
- 1889年（明治22年）10月1日 - 名古屋市成立により、同市飯田町となる[1]。
- 1908年（明治41年）4月1日 - 東区成立により、同区飯田町となる[1]。
- 1976年（昭和51年）1月18日 - 一部が泉二丁目および同三丁目に編入される[1]。
- 1980年（昭和55年）2月10日 - 橦木町の一部を編入する[1]。また、一部が泉二丁目・同三丁目および相生町、東片端町、橦木町の各一部に編入される[1]。

### 字一覧
1932年（昭和7年）愛知県教育会発行『明治十五年愛知県郡町村字名調』による名古屋区飯田町の字。
- 天道（てんとう）[4]
- 松山（まつやま）[4]

## 世帯数と人口
2019年（平成31年）2月1日現在の世帯数と人口は以下の通りである。
| 町丁   | 世帯数 | 人口  |
| ------ | ------ | ----- |
| 飯田町 | 98世帯 | 190人 |

### 人口の変遷
国勢調査による人口の推移。
| 1995年（平成7年）  | 196人 |  |  |
| 2000年（平成12年） | 201人 |  |  |
| 2005年（平成17年） | 214人 |  |  |
| 2010年（平成22年） | 211人 |  |  |
| 2015年（平成27年） | 197人 |  |  |

### 世帯数の変遷
国勢調査による世帯数の推移。
| 1995年（平成7年）  | 98世帯  |  |  |
| 2000年（平成12年） | 97世帯  |  |  |
| 2005年（平成17年） | 102世帯 |  |  |
| 2010年（平成22年） | 110世帯 |  |  |
| 2015年（平成27年） | 97世帯  |  |  |

## 学区
市立小・中学校に通う場合、学校等は以下の通りとなる。また、公立高等学校に通う場合、学区は以下の通りとなる。
| 番・番地等 | 小学校               | 中学校               | 高等学校 |
| ---------- | -------------------- | -------------------- | -------- |
| 全域       | 名古屋市立山吹小学校 | 名古屋市立冨士中学校 | 尾張学区 |

## 施設
- 浄土真宗本願寺派円勝寺[2]
- 臨済宗妙心寺派禅隆寺[2]
- 松本義肢製作所
- 天理教陸名分教会

- 松本義肢製作所

## その他

### 日本郵便
- 郵便番号 : 461-0013[WEB 3]（集配局：名古屋東郵便局[WEB 13]）。

### WEB
1. ↑  “愛知県名古屋市東区の町丁・字一覧”.   人口統計ラボ. 2017年2月11日閲覧。
2. 1 2  “町・丁目(大字)別、年齢(10歳階級)別公簿人口(全市・区別)”.   名古屋市 (2019年2月20日). 2019年3月10日閲覧。
3. 1 2  “郵便番号”.  日本郵便. 2019年3月17日閲覧。
4. ↑  “市外局番の一覧”.   総務省. 2019年1月6日閲覧。
5. ↑  名古屋市役所市民経済局地域振興部住民課町名表示係 (2015年10月21日). “東区の町名”.   名古屋市. 2017年2月23日閲覧。
6. 1 2  総務省統計局 (2014年3月28日). “平成7年国勢調査の調査結果(e-Stat) - 男女別人口及び世帯数 －町丁・字等” (CSV). 2021年7月20日閲覧。
7. 1 2  総務省統計局 (2014年5月30日). “平成12年国勢調査の調査結果(e-Stat) - 男女別人口及び世帯数 －町丁・字等” (CSV). 2021年7月20日閲覧。
8. 1 2  総務省統計局 (2014年6月27日). “平成17年国勢調査の調査結果(e-Stat) - 男女別人口及び世帯数 －町丁・字等” (CSV). 2021年7月21日閲覧。
9. 1 2  総務省統計局 (2012年1月20日). “平成22年国勢調査の調査結果(e-Stat) - 男女別人口及び世帯数 －町丁・字等” (CSV). 2021年7月21日閲覧。
10. 1 2  総務省統計局 (2017年1月27日). “平成27年国勢調査の調査結果(e-Stat) - 男女別人口及び世帯数 －町丁・字等” (CSV). 2021年7月21日閲覧。
11. ↑  “市立小・中学校の通学区域一覧”.   名古屋市 (2018年11月10日). 2019年1月14日閲覧。
12. ↑  “平成29年度以降の愛知県公立高等学校（全日制課程）入学者選抜における通学区域並びに群及びグループ分け案について”.   愛知県教育委員会 (2015年2月16日). 2019年1月14日閲覧。
13. ↑  郵便番号簿 平成29年度版 - 日本郵便. 2019年03月10日閲覧 (PDF)

### 書籍
1. 1 2 3 4 5 6 7  名古屋市計画局 1992, p. 737.
2. 1 2 3 4  「角川日本地名大辞典」編纂委員会 1989, p. 1512.

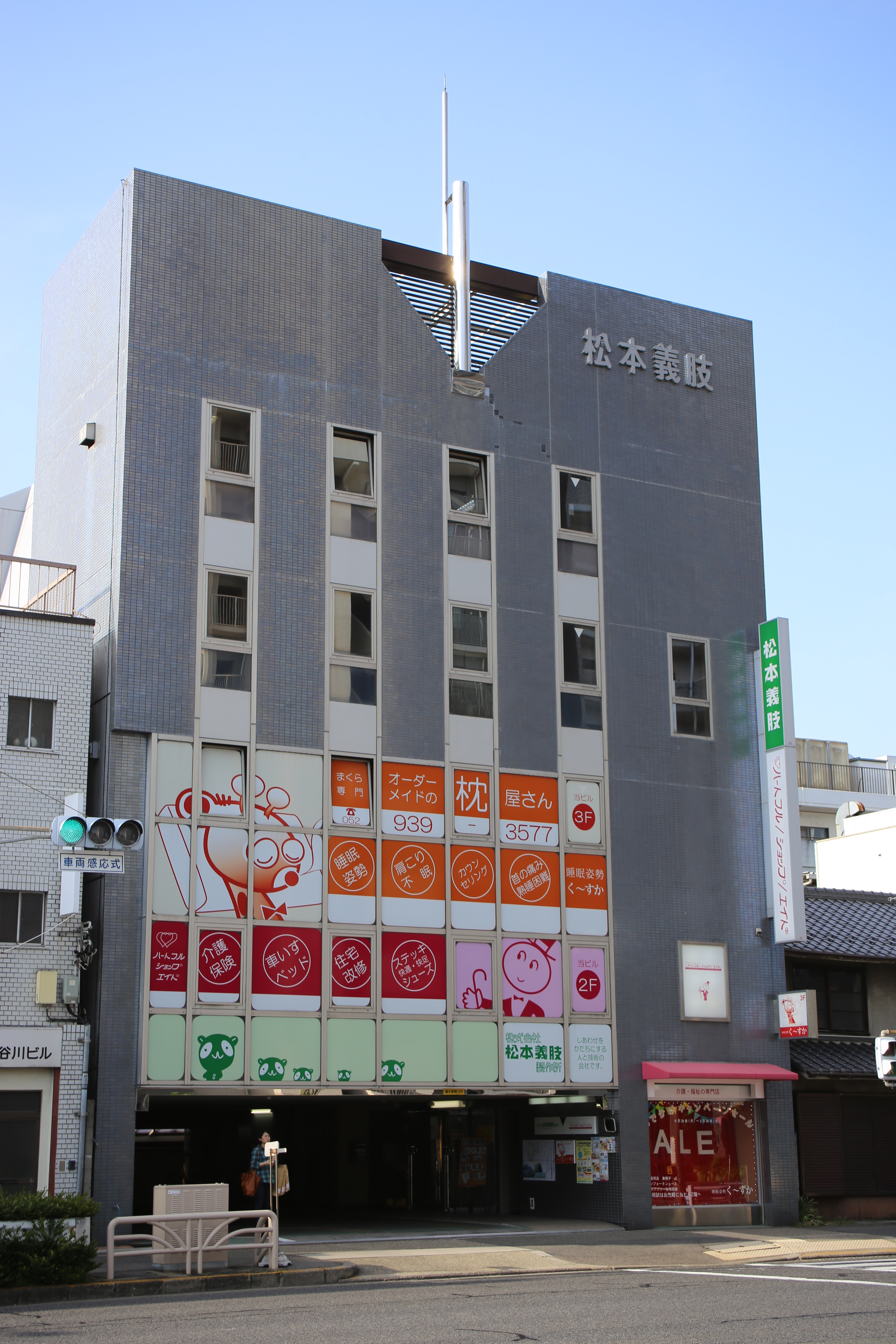
松本義肢製作所

3. ↑  「角川日本地名大辞典」編纂委員会 1989, p. 127.
4. 1 2  名古屋市計画局 1992, p. 915.